# 関口崇則
関口 崇則（せきぐち たかのり、1981年 - ）は、日本の俳優。北海道出身。

## 出演

### 映画
- TUESDAYGIRL
- 足手
- 体温
- cataitsutsu
- 賽ヲナゲロ
- さよならマフラー
- Little/Boy
- 兄兄兄妹
- 相談好きの女
- 青すぎたギルティー（2010年）
- 人の善意を骨の髄まで吸い尽くす女（2011年）
- 終わってる（2011年）
- ひねくれてもポップ（2011年）
- ひからびた肌（2011年）
- ムージック探偵 曲菊彦（2012年）
- 温泉兄妹（2012年）
- 1万円マン（2012年）
- チチを撮りに（2013年）
- 東京戯曲（2014年）
- 劇場版 稲川怪談 かたりべ（2014年）
- Her Brother(『戦慄怪奇ファイル コワすぎ！』スピンオフ作品) （2014年）

### MV
- 乱暴と待機／相対性理論と大谷能生
- おやすみパラドックス／やくしまるえつこ
- 溺れる魚／埋火
- コケット／THE☆米騒動
- 俺は、ゆく／堂島孝平
- ながいおわかれ／百々和宏
- のっぽのグーニー／原子番号79
- 卒業式のあとに、／若月佑美